# Sportåret 1956

## Händelser

### Amerikansk fotboll
- New York Giants besegrar Chicago Bears med 47 - 7 i NFL-finalen.

### Bandy
- 12 februari - Bollnäs GoIF blir svenska mästare genom att finalbesegra Örebro SK med 3-2 på Stockholms stadion.[1][2]
- 2 december - Världens första konstfrusna bandyplan invigs på Rocklunda IP i Västerås med en uppvisningsmatch, där svenska landslaget besegrar en Västmanlandskombination med 3-1.[3]

### Baseboll
- 10 oktober - American League-mästarna New York Yankees vinner World Series med 4-3 i matcher över National League-mästarna Brooklyn Dodgers.[4]

### Basket
- 7 april - Philadelphia Warriors vinner NBA-finalserien mot Fort Wayne Pistons.[5]
- 10 juni - Sovjet vinner damernas Europamästerskap genom att finalslå Ungern med 49-41 i Prag.[6]
- 1 december - USA vinner den olympiska turneringen i Melbourne genom att finalslå Sovjet med 89-55.[7]

### Boxning
- Rocky Marciano abdikerar som den ende obesegrade världsmästaren i tungvikt genom tiderna. Hans matchlista visar siffrorna 49 - 0.
- 30 november  besegrar Floyd Patterson Archie Moore i en titelmatch om den vakanta världsmästartiteln.

### Cykel
- Charly Gaul, Luxemburg vinner Giro d'Italia
- Roger Walkowiak, Frankrike vinner Tour de France
- Angelo Conterno, Italien vinner Vuelta a España
- Linjeloppet i VM vinns av Rik van Steenbergen, Belgien

### Fotboll
- 15 februari – Uruguay vinner sydamerikanska mästerskapet i Montevideo före Argentina och Chile.[8]
- 5 maj - Manchester City FC vinner FA-cupfinalen mot Birmingham City FC med 3-1 på Wembley Stadium.[9]
- 13 juni - Real Madrid vinner den första upplagan av Europacupen för mästarlag genom att vinna finalen mot Stade de Reims med 4–3 på Parc des Princes i Paris.[10]
- 15 september - Sydkorea vinner i Hongkong den första upplagan av asiatiska mästerskapet.[11]
- 8 december – Sovjet vinner den olympiska turneringen genom att vinna finalen mot Jugoslavien med 1-0 i Melbourne.[12]
- Okänt datum – Stanley Matthews, England, blir förste spelare att utses till Årets spelare i Europa (Le ballon d'or).

#### Ligasegrare / resp. lands mästare
- Belgien - RSC Anderlecht
- England - Manchester United FC
- Frankrike - OGC Nice
- Italien - ACF Fiorentina
- Nederländerna - Roda JC
- Skottland - Rangers
- Spanien - Athletic Club Bilbao
- Sverige - IFK Norrköping
- Västtyskland - Borussia Dortmund

### Friidrott
- 31 december - Manoel Faria, Portugal vinner Sylvesterloppet i São Paulo.[13]
- Antti Viskari, Finland vinner Boston Marathon.[14]

### Golf

#### Herrar
- The Masters vinns av Jack Burke, USA
- US Open vinns av Cary Middlecoff, USA
- British Open vinns av Peter Thomson, Australien
- PGA Championship vinns av Jack Burke, USA
- Mest vunna vinstpengar på PGA-touren: Ted Kroll, USA med $72 836

#### Damer
- US Womens Open - Kathy Cornelius, USA
- LPGA Championship - Marlene Hagge, USA
- Mest vunna vinstpengar på LPGA-touren: Marlene Hagge, USA med $20 235

### Handboll
- 19 juni - Island spelar sin första officiella damlandskamp i handboll, då man i Oslo åker på stryk med 7-10 mot Norge.[15]

### Hästsport
- 12 augusti – Axevalla travbana invigs.

### Ishockey
- 4 februari - Sovjet blir olympiska mästare i Cortina d'Ampezzo.[16]
- 2 mars - Svenska mästare blir Södertälje SK genom serieseger före Djurgårdens IF och Leksands IF.[17]
- 10 april - Stanley Cup vinns av Montreal Canadians, som besegrar Detroit Red Wings med 4 matcher mot 1 i slutspelet.[18]

### Konståkning
- VM
  - Herrar - Hayes Alan Jenkins, USA
  - Damer - Carol Heiss, USA
  - Paråkning - Sissy Schwarz och Kurt Oppelt, Österrike.

### Motorsport

#### Formel 1
- 2 september - Världsmästare blir Juan Manuel Fangio från Argentina för fjärde året i rad.

#### Speedway
- Ove Fundin, Sverige blir världsmästare.

#### Sportvagnsracing
- Den italienska biltillverkaren Ferrari vinner sportvagns-VM.
- Britterna Ron Flockhart och Ninian Sanderson vinner Le Mans 24-timmars med en Jaguar D-Type.

### Skidor, alpint

#### Herrar
- VM
  - Kombinerat
- 1 Toni Sailer, Österrike
- 2 Charles Bozon, Frankrike
- 3 Stig Sollander, Sverige
  - Övriga grenar se Olympiska vinterspelen 1956
- SM
  - Slalom vinns av Åke Nilsson, Östersund-Frösö SLK. Lagtävlingen vinns av Östersund-Frösö SLK.
  - Storslalom vinns av Hans Olofsson, Tärna IK Fjällvinden. Lagtävlingen vinns av Östersund-Frösö SLK.
  - Störtlopp vinns av Per OLof Johansson, IFK Borlänge. Lagtävlingen vinns av Östersund-Frösö SLK.

#### Damer
- VM
  - Kombinerat
- 1 Madeleine Berthod, Schweiz
- 2 Christine Daenzer, Schweiz
- 3
  - Övriga grenar se Olympiska vinterspelen 1956
- SM
  - Slalom vinns av Vivi-Anne Wassdahl, Östersund-Frösö SLK. Lagtävlingen vinns av Östersund-Frösö SLK.
  - Storslalom vinns av Vivi-Anne Wassdahl, Östersund-Frösö SLK. Lagtävlingen vinns av Östersund-Frösö SLK.
  - Störtlopp vinns av Ingrid Englund, Sundsvalls SLK.

### Skidor, längdåkning
- VM se Olympiska vinterspelen 1956

#### Herrar
- 4 mars - Sigvard Jonsson, Rossöns IF vinner Vasaloppet.[19]

- SM
  - 15 km vinns av Sixten Jernberg, Lima IF. Lagtävlingen vinns av Lima IF.
  - 30 km vinns av Per Erik Larsson, IFK Mora. Lagtävlingen vinns av IFK Mora.
  - 50 km vinns av Sixten Jernberg, Lima IF. Lagtävlingen vinns av Lima IF.
  - Stafett 3 x 10 km vinns av Lima IF med laget Gunnar Samuelsson, Inge Limberg och Sixten Jernberg

#### Damer
- SM
  - 5 km vinns av Sonja Edström, Luleå SK. Lagtävlingen vinns av Lycksele IF.
  - 10 km vinns av Sonja Edström, Luleå SK. Lagtävlingen vinns av Lycksele IF.
  - Stafett 3 x 5 km vinns av Selångers SK med laget Karin Engberg, Margit Åsberg-Albrechtsson och Anna-Lisa Eriksson.

### Tennis

#### Herrar
- Tennisens Grand Slam:
  - Australiska öppna - Lew Hoad, Australien
  - Franska öppna - Lew Hoad, Australien
  - Wimbledon - Lew Hoad, Australien
  - US Open - Ken Rosewall, Australien
- 28 december - Australien vinner Davis Cup genom att finalbesegra USA med 5-0 i Adelaide.[20]

#### Damer
- Tennisens Grand Slam:
  - Australiska öppna - Mary Carter Reitano, Australien
  - Franska öppna - Althea Gibson, USA
  - Wimbledon - Shirley Fry, USA
  - US Open - Shirley Fry, USA

### Travsport
- Travderbyt körs på Solvalla travbana i Stockholm. Segrare blir den svenska hingsten   Architector (SE) e Bulwark (US) – Inga Scott (SE) e. Sir Walter Scott (US). Kilometertid:1.23,1 Körsven: Gunnar Nordin
- Travkriteriet vinns av den svenska hingsten  Noon Bull  (SE) e. Bulford (SE) - Homefolks (SE) e. Rutherford (US). Kilometertid:1.24,0 Körsven:  Gunnar Nordin

### Volleyboll
- 12 september - I Paris avgörs världsmästerskapen i volleyboll för både herrar och damer. Tjeckoslovakien vinner herrturneringen före Rumänien och Sovjet.[21] medan Sovjet vinner damturneringen, före Rumänien och Polen.[22]

## Evenemang
- Olympiska sommarspelen 1956 äger rum i Melbourne, Australien - Grenar med inslag av hästar äger på grund av de australiska karantänbestämmelserna rum i Stockholm, Sverige.
- Olympiska vinterspelen 1956 äger rum i Cortina d'Ampezzo, Italien

## Födda
- 13 februari - Liam Brady, irländsk fotbollsspelare (mittfältare).
- 22 februari - Amy Alcott, svensk golfspelare.
- 6 mars - Jan Norbäck, svensk tennisspelare.
- 18 mars - Ingemar Stenmark, svensk alpin skidåkare.
- 23 mars - Thomas Wassberg, svensk längdåkare.
- 13 april - Kent Johansson, svensk ishockeyspelare och -tränare.
- 3 maj - Bernd Förster, tysk fotbollsspelare.
- 4 maj - Ulrike Meyfarth, tysk friidrottare.
- 9 maj - Frank Andersson, svensk brottare.
- 6 juni - Björn Borg, svensk tennisspelare.
- 11 juni - Joe Montana, amerikansk spelare i amerikansk fotboll.
- 15 juni Linda Haglund, svensk friidrottare.
- 10 juli - Frank Stapleton, irländsk fotbollsspelare.
- 23 september - Paolo Rossi, italiensk fotbollsspelare.
- 29 september - Sebastian Coe, brittisk friidrottare och konservativ politiker.
- 4 oktober - Hans van Breukelen, nederländsk fotbollsspelare.
- 14 oktober - Beth Daniel, amerikansk golfspelare.
- 18 oktober - Martina Navratilova, tjeckisk-amerikansk tennisspelare.
- 27 oktober - Patty Sheehan, amerikansk professionell golfspelare.
- 7 november - Jonathan Palmer, brittisk racerförare.
- 23 december - Michele Alboreto, italiensk racerförare.

## Avlidna
- 21 mars - Per Kaufeldt, svensk fotbollsspelare
- 27 september - Babe Didrikson Zaharias, amerikansk friidrottare och professionell golfspelare.

## Svenska Dagbladets guldmedalj
- Lars Hall, modern femkamp och Sixten Jernberg, längdåkning

### Fotnoter
1. ↑  Erik Jonsson (12 februari 1956). ”1950–1959”. Svenska Bandyförbundet. Arkiverad från originalet den 17 mars 2020. https://web.archive.org/web/20200317215225/https://www.svenskbandy.se/BANDYFINALEN/HISTORIK/Svenskamastare/Herrar/1950-1959. Läst 18 mars 2020.
2. ↑  Claes-G Bengtsson (19 mars 2010). ”Två identiska bollnäsfinaler”. Svenska Bandyförbundet. Arkiverad från originalet den 27 mars 2016. https://web.archive.org/web/20160327071922/http://www.svenskbandy.se/NYHETER/CLASSESHISTORISKAHORNA/Aldrekronikor/Tvaidentiskabollnasfinaler/. Läst 2 september 2011.
3. ↑  Peter Eriksson. ”Ni kan väl historien om, VSK?”. VSK Forum. http://www.vskforum.com/wordpress/?page_id=49. Läst 12 augusti 2011.
4. ↑  ”1956 World Series” (på engelska). Baseball-Reference.com. http://www.baseball-reference.com/postseason/1956_WS.shtml. Läst 14 juli 2015.
5. ↑  ”Basketball Reference”. http://www.basketball-reference.com/leagues/NBA_1956_games.html. Läst 25 augusti 2011.
6. ↑  ”Sport Statistics”. http://todor66.com/basketball/Europe/Women_1956.html. Läst 24 augusti 2011.
7. ↑  ”Sport Statistics”. Arkiverad från originalet den 25 maj 2012. https://web.archive.org/web/20120525123520/http://www.todor66.com/basketball/Olympic/Men_1948.html. Läst 23 augusti 2011.
8. ↑  ”South American Championship 1956” (på engelska). RSSSF. http://www.rsssf.com/tables/56safull.html. Läst 16 augusti 2011.
9. ↑  ”England FA Challenge Cup 1955-1956” (på engelska). RSSSF. http://www.rsssf.com/tablese/engcup1956.html. Läst 19 augusti 2012.
10. ↑  ”European Competitions 1955-56” (på engelska). RSSSF. http://www.rsssf.com/ec/ec195556.html. Läst 16 augusti 2011.
11. ↑  ”Asian Nations Cup 1956” (på engelska). RSSSF. http://www.rsssf.com/tables/56asch.html. Läst 16 augusti 2011.
12. ↑  ”Games of the XVI. Olympiad” (på engelska). RSSSF. http://www.rsssf.com/tableso/ol1956f.html. Läst 16 augusti 2011.
13. ↑  ”1950” (på portugisiska). Sylvesterloppet. Arkiverad från originalet den 1 mars 2014. https://web.archive.org/web/20140301035933/http://www.saosilvestre.com.br/1950. Läst 19 augusti 2012.
14. ↑  ”Boston Marathon”. Arkiverad från originalet den 27 april 2015. https://web.archive.org/web/20150427035419/http://www.baa.org/races/boston-marathon/boston-marathon-history/past-champions/past-mens-open-champions.aspx. Läst 9 april 2011.
15. ↑  ”A landslið karla 1900”. Arkiverad från originalet den 22 april 2009. http://wayback.vefsafn.is/wayback/20090422075742/http://www.hsi.is/Motamal/mot_0800000074.htm. Läst 20 augusti 2011.
16. ↑  ”Jeux Olympiques de Cortina d'Ampezzo 1956” (på franska). Hockey Archives. 4 februari 1956. https://www.hockeyarchives.info/JO1956.htm. Läst 15 augusti 2011.
17. ↑  ”Championnaat de Suède 1955/56” (på franska). Hockey Archives. 2 mars 1956. https://www.hockeyarchives.info/Suede1956.htm. Läst 15 augusti 2011.
18. ↑  ”NHL 1955/56” (på franska). Hockey Archives. https://www.hockeyarchives.info/NHL1956.htm. Läst 23 mars 2020.
19. ↑  ”Vasaloppet”. Arkiverad från originalet den 3 december 2013. https://web.archive.org/web/20131203033229/http://www.vasaloppet.se/wps/wcm/connect/989fe080449c33e79e4cff27c64f5ec4/segrare_Vasaloppet_sv3bcd.pdf?MOD=AJPERES. Läst 5 september 2011.
20. ↑  ”Davis Cup”. http://www.daviscup.com/en/results/tie/details.aspx?tieId=10000739. Läst 20 augusti 2011.
21. ↑  ”Sport Statistics”. Arkiverad från originalet den 29 mars 2012. https://web.archive.org/web/20120329020715/http://todor66.com/volleyball/World/Men_1956.html. Läst 24 augusti 2011.
22. ↑  ”Sport Statistics”. Arkiverad från originalet den 28 augusti 2011. https://web.archive.org/web/20110828041146/http://todor66.com/volleyball/World/Women_1956.html. Läst 24 augusti 2011.